# Encyrtus vianai
Encyrtus vianai är en stekelart som beskrevs av De Santis 1964. Encyrtus vianai ingår i släktet Encyrtus och familjen sköldlussteklar. Inga underarter finns listade i Catalogue of Life.